# Copa de les Ciutats en Fires 1964-65
La Copa de les Ciutats en Fires 1964-65 fou la setena edició de la Copa de les Ciutats en Fires, disputada la temporada 1964-65. La competició fou guanyada pel Ferencvárosi TC en una final disputada a partit únic en camp contrari, contra la Juventus F.C. a l'Stadio Comunale. Fou el primer cop que el títol marxà a un club de l'Europa Oriental.

## Primera Ronda
| Equip #1                  | Agr.  | Equip #2                 | Anada | Tornada | Playoff |
| ------------------------- | ----- | ------------------------ | ----- | ------- | ------- |
| KB                        | 4 - 6 | DOS Utrecht              | 3 - 4 | 1 - 2   |         |
| València CF               | 2 - 4 | RFC Liegeois             | 1 - 1 | 1 - 3   |         |
| Os Belenenses             | 1 - 1 | Shelbourne F.C.          | 1 - 1 | 0 - 0   | 1 - 2   |
| Servette FC               | 3 - 8 | Atlètic de Madrid        | 2 - 2 | 1 - 6   |         |
| Reial Betis               | 1 - 3 | Stade Français FC        | 1 - 1 | 0 - 2   |         |
| R. Union Saint-Gilloise   | 0 - 2 | Juventus F.C.            | 0 - 1 | 0 - 1   |         |
| Göztepe A.Ş.              | 1 - 3 | Petrolul Ploieşti        | 0 - 1 | 1 - 2   |         |
| FK Vojvodina              | 2 - 2 | PFC Lokomotiv Plovdiv    | 1 - 1 | 1 - 1   | 0 - 2   |
| FC Basel                  | 2 - 1 | CA Spora Luxemburg       | 2 - 0 | 0 - 1   |         |
| RC Strasbourg             | 2 - 1 | AC Milan                 | 2 - 0 | 0 - 1   |         |
| FC Barcelona              | 2 - 1 | AC Fiorentina            | 0 - 1 | 2 - 0   |         |
| Leixões SC                | 1 - 4 | Celtic FC                | 1 - 1 | 0 - 3   |         |
| Borussia Dortmund         | 4 - 3 | FC Girondins de Bordeaux | 4 - 1 | 0 - 2   |         |
| Djurgårdens IF            | 2 - 7 | Manchester United FC     | 1 - 1 | 1 - 6   |         |
| Eintracht Frankfurt       | 4 - 5 | Kilmarnock F.C.          | 3 - 0 | 1 - 5   |         |
| Vålerenga I.F.            | 4 - 9 | Everton FC               | 2 - 5 | 2 - 4   |         |
| NK Zagreb                 | 9 - 2 | Grazer AK                | 3 - 2 | 6 - 0   |         |
| Aris FC                   | 0 - 3 | AS Roma                  | 0 - 0 | 0 - 3   |         |
| Wiener Sportclub          | 3 - 1 | SC Leipzig               | 2 - 1 | 1 - 0   |         |
| Ferencvárosi TC           | 2 - 1 | Spartak Brno             | 2 - 0 | 0 - 1   |         |
| Athletic Club             | 4 - 2 | OFK Beograd              | 2 - 2 | 2 - 0   |         |
| Hertha BSC Berlin         | 2 - 3 | R. Antwerp F.C.          | 2 - 1 | 0 - 2   |         |
| Dunfermline Athletic F.C. | 4 - 2 | Örgryte IS               | 4 - 2 | 0 - 0   |         |
| B1913                     | 1 - 4 | VfB Stuttgart            | 1 - 3 | 0 - 1   |         |

## Segona Ronda
| Equip #1                  | Agr.   | Equip #2              | Anada | Tornada | Playoff |
| ------------------------- | ------ | --------------------- | ----- | ------- | ------- |
| DOS Utrecht               | 0 - 4  | RFC Liegeois          | 0 - 2 | 0 - 2   |         |
| Shelbourne F.C.           | 0 - 2  | Atlètic de Madrid     | 0 - 1 | 0 - 1   |         |
| Stade Français FC         | 0 - 1  | Juventus F.C.         | 0 - 0 | 0 - 1   |         |
| Petrolul Ploieşti         | 1 - 2  | PFC Lokomotiv Plovdiv | 1 - 0 | 0 - 2   |         |
| FC Basel                  | 2 - 6  | RC Strasbourg         | 0 - 1 | 2 - 5   |         |
| FC Barcelona              | 3 - 1  | Celtic FC             | 3 - 1 | 0 - 0   |         |
| Borussia Dortmund         | 1 - 10 | Manchester United FC  | 1 - 6 | 0 - 4   |         |
| Kilmarnock F.C.           | 1 - 6  | Everton FC            | 0 - 2 | 1 - 4   |         |
| NK Zagreb                 | 1 - 2  | AS Roma               | 1 - 1 | 0 - 1   |         |
| Wiener Sportclub          | 2 - 2  | Ferencvárosi TC       | 1 - 0 | 1 - 2   | 0 - 2   |
| Athletic Club             | 3 - 0  | R. Antwerp F.C.       | 2 - 0 | 1 - 0   |         |
| Dunfermline Athletic F.C. | 1 - 0  | VfB Stuttgart         | 1 - 0 | 0 - 0   |         |

## Tercera Ronda
| Equip #1             | Agr.  | Equip #2                  | Anada | Tornada | Playoff           |
| -------------------- | ----- | ------------------------- | ----- | ------- | ----------------- |
| RFC Liegeois         | 1 - 2 | Atlètic de Madrid         | 1 - 0 | 0 - 2   |                   |
| Juventus F.C.        | 2 - 2 | PFC Lokomotiv Plovdiv     | 1 - 1 | 1 - 1   | 2 - 1(pr.)        |
| RC Strasbourg        | 2 - 2 | FC Barcelona              | 0 - 0 | 2 - 2   | 2 - 2 (pr. (c/c)) |
| Manchester United FC | 3 - 2 | Everton FC                | 1 - 1 | 2 - 1   |                   |
| AS Roma              | 1 - 3 | Ferencvárosi TC           | 1 - 2 | 0 - 1   |                   |
| Athletic Club        | 1 - 1 | Dunfermline Athletic F.C. | 1 - 0 | 0 - 1   | 2 - 1             |

## Quarts de Final
| Equip #1          | Agr.  | Equip #2             | Anada | Tornada | Playoff |
| ----------------- | ----- | -------------------- | ----- | ------- | ------- |
| Atlètic de Madrid | Bye   |                      | -     | -       |         |
| Juventus F.C.     | Bye   |                      | -     | -       |         |
| RC Strasbourg     | 0 - 5 | Manchester United FC | 0 - 5 | 0 - 0   |         |
| Ferencvárosi TC   | 2 - 2 | Athletic Club        | 1 - 0 | 1 - 2   | 3 - 0   |

## Semifinals
| Equip #1             | Agr.  | Equip #2        | Anada | Tornada | Playoff |
| -------------------- | ----- | --------------- | ----- | ------- | ------- |
| Atlètic de Madrid    | 4 - 4 | Juventus F.C.   | 3 - 1 | 1 - 3   | 1 - 3   |
| Manchester United FC | 3 - 3 | Ferencvárosi TC | 3 - 2 | 0 - 1   | 1 - 2   |

## Final
| Equip #1      | Res.  | Equip #2        |
| ------------- | ----- | --------------- |
| Juventus F.C. | 0 - 1 | Ferencvárosi TC |

| Campió de la Copa de les Ciutats en Fires 1964-65 |
| ------------------------------------------------- |
| Ferencvárosi TC Primer títol                      |